# Шљивовица
Шљивовица је врста воћне ракије. То је безбојно или жућкасто, јако алкохолно пиће, које се добија дестилацијом преврелог кљука од шљива.
Ракија шљивовица, односно прерада шљиве у ракију у домаћинствима, је 2015. године ушла у Национални регистар Нематеријалног културног наслеђа Србије.
Године 2022. Унеско је, на предлог Србије, знања и вештине везане за припрему и употребу традиционалне ракије од шљиве – шљивовице уврстио на листу нематеријалног културног наслеђа света.

## Шљивовица у Србији
Процес "печења" ракије у Србији је временом попримио карактер традиције. Ракија је пиће које се служи свакодневно и у посебним приликама: на колективним свечаностима, различитим врстама пријема, пословних састанака, а неизоставно је у свим обичајима годишњег и животног циклуса. Уз испијање ракије изговарају се здравице уз изражавање најбољих жеља за здравље. Током процеса "печења" ракије карактеристично је окупљање мушких чланова породице, пријатеља и комшија.
Прераде шљиве у ракију у домаћинствима подразумева специфична знања која најчешће обављају мушки чланови домаћинства, док остали чланови породице учествују у брању и скупљању шљива и другим припремним радњама. Процес обухвата неколико фаза, као што су берба воћа, сакупљање и транспорт до судова за врење, прерада воћа и врење воћног кљука или "џибре", дестилација преврелог воћног кљука и препек сирове, благе, или "меке" ракије. Крај процеса представља одлежавање добијене ракије у храстовој буради.
Производња ракије шљивовице посебно је развијена у домаћинствима и дестилеријама на подручју западне и централне Србије, општина: Ариље, Бајина Башта, Ваљево, Косјерић, Пожега, Ужице, Чајетина, Чачак, Краљево, Крагујевац, Осечина, Рековац, Петровац на Млави, Рашка, Лепосавић, Пријепоље, Блаце, Брус, Аранђеловац.
У Србији је на око 150 000 хектара засађено око 42 милиона стабала шљиве, а род је око 450 000 тона док близу 64% оде на производњу шљивовице. Шљивовица је проглашена за српско национално пиће и као таква се нашла у Националном регистру Нематеријалног културног наслеђа Србије.

## Сорте шљива у производњи шљивовице
За производњу ракија користе се сорте шљива као што су Чачанска рана, Чачанска лепотица, Чачанска родна, Стенли али се најквалитетнија Шљивовица добија од Пожегаче и Црвене ранке:
- Пожегача (маџарка, бистрица, цепача) сазрева крајем августа или у првој половини септембра. У пуној зрелости кожица постаје изразито плава с обилним пепељком. Даје врло ароматичну и питку ракију шљивовицу, најбољу од свих воћних ракија. Мезокрпа (месо) мења своју боју од жутозелене у златножуту и одваја се потпуно од коштице. Количина шећера у месу најчешће се креће између 10% и 14%. Укупне киселине се крећу од 0,5% до 0,6%. Када се узме у обзир да од тежине плодова пожегаче отпада око 4,5% на коштицу, онда се може рачунати да се од 100 кг шљива просечно може добити око 13 литара 50% ракије.
- Црвена ранка (црвењача, шумадинка, даросавка, дреновка) сазрева у првој половини августа месеца. У пуној зрелости мења се боја покожице од црвеноплаве у плавоцрвену. Мозокрпа мења боју од жутозеленкасте у златножуту. Даје плод са 10 до 14% шећера, укупних киселина око 0,9%. Према овоме, од 100 кг шљива просечно би се могло добити око 13 литара 50% ракије. Ракија је квалитетна, али не као од пожегаче од које се разликује специфичном сортном аромом нешто лошијом од ароме пожегаче.
- Метлаш (метлара, пошарка, ранка, драгачица, округлица) има плод богат шећером па је и принос алкохола већи. Ракија је чиста, без посебно истакнутих својстава и доста је питка.
- Трновача (пискавац, церевачки пискавац) садржи 10-13% шећера и око 1% киселине у плоду. На коштицу отпада око 3,5%. Даје ракију средњег квалитета.
- Моравка је количином шећера слична црвеној ранки. Ракија од ње је средњег квалитета, а знатно се поправља у купажи са пожегачом.
- Џанарика (мироболона) најчешће садржи 5-11% шећера и 1-2,5% укупних киселина. На коштице отпада просечно око 7%. Ракија од џанарике је слабија од свих ракија од шљива.
- Стенли сазрева у другој половини августа, неколико дана пре пожегаче. Плод је крупан (30-35 г) што је за око 30% више од пожегаче, тамноплаве боје. Коштица је умерено крупна и у виноградској зони се одваја од меса. Мезокарп је чврст, жуте боје и осредњег квалитета. Плод садржи 10,3% укупних шећера и 1,3% укупних киселина.
- Чачанска лепотица сазрева крајем јула и почетком августа. Плод је средње крупан (30 до 40 г), лоптастојајаст са уздужном браздом. Петељка је кратка. Покожица је танка, тамноплава, чврста, покривена јасно израженим пепељком, привлачног изгледа. Месо је зеленкастожуто. Коштица је средње крупна. Плод садржи 10,5% укупних шећера, 1,1% укупних киселина.

## Ток производње од шљиве до ракије

### Берба шљива
Шљиве за прераду у ракију, беру се у пуној технолошкој зрелости тј. када плодови садрже максималну количину шећера, што се одређује хемијском анализом. Пожегача достиже пуну технолошку зрелост када део меса поред коштице почне да тамни. Плодови у пуној технолошкој зрелости су меки и гипки под благим притиском прстију. У овој фази зрелости веза између петељке и плода ослаби, па је тако олакшано брање. Не треба чекати да плодови презру, јер у том случају врење је спорије. Берба шљива може да се обавља у специјалним уређајима који раде на механичком или хидрауличном принципу. Међутим, веома је погодан и ручни начин бербе који се изводи протресањем стабала шљиве. Постепено и повремено протресања стабала шљиве је веома погодан начин бербе шљиве с обзиром на то да оне сазревају у етапама. Испод стабала шљиве могу се поставити цираде или полиетиленске фолије којима се врши прикупљање. При томе треба одвајати натруле плодове који превиру засебно. Ручна берба шљиве је погодна за индивидуалне произвођаче, а у индустријским условима она је веома скупа. Коришћењем специјалних тресача могуће је за исто време обрати 3-8 пута већу количину него када би се берба одвијала индивидуално.

### Муљање шљиве и одвајање костице
Индивидуални произвођачи често стављају целе шљиве у суд за врење. Алкохолна ферментација целих плодова шљиве је доста успорена, нарочито уколико су плодови нешто чвршћи. У оваквим случајевима врење може да потраје и више месеци, што свакако утиче да се добије и мања количина алкохола за 1,8 – 3 вол.% и знатно виши садржај испарљивих киселина. Уколико се плодови шљиве измуљају, алкохолна ферментација почиње раније и завршава за краће време. Муљање може да се обави муљачом, са ваљцима који се користе и за муљање грожђа с тим да се ваљци нешто размакну и обложе гумом. Уколико се користи муљача са пластичним ваљцима, довољно је да се они нешто размакну, тако да се шљива измуља, а коштице остану неоштећене. Када постоје услови за издвајање коштица, треба их обавезно уклонити из кљука. Ако коштица остаје у кљуку мора се пазити да се не изломи више од 5%, иначе ће ракија имати више цијановодоничне киселине која даје укус и мирис на коштицу, а у неким случајевима чак непријатно горак укус. Цијановодонична киселина је још јак отров и његову максималну количину у ракији регулише Правилник о квалитету жестоких пића. Ако се у току муљања изломи више од 5% коштица, врење кљука дуго траје са коштицом или преврели кљук шире са коштицом дуго стоји до момента дестилације. Може се очекивати садржај цијановодоничне киселине у количини и преко 40 мг/л. познато је да доза киселине од 50 – 70 мг делује смртоносно на човечји организам. У мањим количинама цијановодонична киселина позитивно делује на органолептичке особине (укус и мирис) јер доприноси већој изражености сортног карактера. Уколико се не располаже муљачама којима се шљива измуљава, она се може муљати у суду за врење ракљастом мотком након сваког пуњења суда шљиве. Као судови за превирање шљиве најчешће се користе дрвене каце 20 – 100 хл, а у обзир долази и пластична бурад и друга слична амбалажа. Превирање кљука шљива обавља се и у бетонским базенима.

### Постављање крстине у кацу за време пуњења
Како је већ раније речено, када отпочне алкохолна ферментација, ствара се угљен-диоксид који подиже чврсте делове (покожице, коштице, делове меса нагоре, услед чега се формира тзв. капа или клобук). По завршетку врења, долази до тзв. “превртања каце”, тј. потапања формираног клобука. Ако се врење одвијало у отвореним судовима (кацама), тада се клобук често укисели и уплесниви и као такав он преноси заразу и на течни део кљука унутар суда. Да до тога не би дошло, након пуњења суда (80% од његове запремине) постављају се специјална лежишта у каци – дрвена решетка испод нивоа течности у суду. Ова решетка притиска чврсте делове кљука и не дозвољава им да испливају на површину и формирају клобук, тако да не долази до укисељавања клобука, нити превртања каце. Превртање каце може да се спречи и постављањем тзв. крстине у суд (кацу). Када се каца напуни до половине своје запремине измуљаном шљивом, или након што се шљива у суду измуља, поставља се крстина. Пуњење суда шљивом се даље наставља до 80% од његове запремине, а крстина се потом веже преко кукастог дрвета за неку греду и врионици. Крстина се прави тако што се укрсте две даске и куцају једна за другу. Укрштене даске трба да буду нешто краће од горњег пречника каце. Крајеви тих двеју укрштених дасака потом се повежу нешто ширим даскама помоћу ексера. На средини укрштених дасака поставља се једно кукасто дрво. На тај начин спречава се да, након завршетка алкохолног врења, дође до потапања клобука, тј. превртања каце. Пре дестилације преврелог кљука површински слој се скида и баца, јер је без вредности и само може да наруши квалитет будуће ракије.

### Алкохолно врење кљука од шљиве
Почетак алкохолног врења кљука опажа се по формирању клобука (капе или шешира) на његовој површини, који настаје издвајањем чврстих делова кљука под притиском угљен-диоксида који настаје. У бурном врењу настаје и пена уз карактеристично шуштање, које проузрокује ослобађање угљен-диоксида. У току алкохолне ферментације (врења) повећава се температура кљука за неколико степени. На дужину трајања алкохолне ферментације утичу: температура, садржај шећера у плоду шљиве, начин превирања (отворено или затворено), да ли се додаје квасац или не, степен измуљаности плодова... 
Кљук раних сорти шљива брзо превире и код њега је радман виши. Овде постоји опасност од укисељавања кљука због релативно високих температура које омогућавају развој бактерија сирћетне киселине. Дужина врења кљука раних сорти шљива (џенарика, метлаш, петровка) обично се креће од 20 – 28 дана. Изузетно чист метлаш, чији плодови садрже знатно више шећера, те кљук од њега може да превре и за 70 дана.
Дужина превирања кљука средње раних сорти шљива обично више зависи од садржаја шећера у плодовима него од температуре.
Црвена ранка, која се карактерише доста високим садржајем шећера, превире око 30 дана. 
Дужина превирања кљука касних сорти шљива зависи првенствено од временских прилика које владају у периоду врења кљука или целих плодова шљиве.

#### Квасци
Судови за врење пуне се комином до 4/5 запремине. Заједно са шљивама у судове за врење доспева и спонтана микрофлора која се брзо размножава на повољној температури и изазива ферментацију. Спонтана микрофлора, зависно од присутних квасаца, често може да обави врење доста добро. Међутим, када се шљива бере после кише, или се прерађују натрули плодови, треба додати селекционисани или пекарски квасац, да би се врење правилно усмерило и интензивирало. Квасац треба равномерно расподелити по целој маси. Сумпор-диоксид се не додаје комини, јер негативно утиче на квалитет ракије.

#### Температура
На брзину врења комине утиче и температура. На нижој температури врење је чистије, губици алкохола су мали, рандман алкохола је максималан, мање се ствара испарљивих киселина, а крајњи производ је ароматичнији. На температури од 15-20 °C врење се заврши за око 4 недеље, а на оптималној температури од 25 °C за 6-10 дана. И поред извесних предности, врење на нижим температурама се често избегава јер се не могу створити услови за затворено врење, а прети опасност да дужи процес ферментације зађе у зиму па да због сувише ниске температуре остане непреврелог шећера. Због овога је најбоље да ферментација шљиве пожегаче од почетка тече на оптималној температури, да би се врење пре зиме завршило. У току алкохолне ферментације (врења) повећава се и температура кљука за неколико степени.

#### Врсте врења
Квалитет ферментације и рандман алкохола зависе и од начина врења. Може се провести аеробно или анаеробно врење:

###### Аеробно врење
Врење у отвореним кацама и резервоарима, аеробно врење, изазива веће губитке алкохола због испаравања и оксидације CO2, који се ствара у току врења подиже густу масу или целе плодове на површину суда. Горњи слој овако створеног клобука за кратко време се укисели, јер се у њему брзо размножавају сирћетне бактерије које алкохол оксидишу у сирћетну киселину. Површину комине поред аеробних бактерија нападају и сирћетне мушице које разносе бактерије и друге микроорганизме и доприносе губицима алкохола. Сирћетне мушице се могу одстранити покривањем каца асурама или поклопцем са ситом. Заједно с бактеријама се на површини клобука лако могу развити и плесни. Стишавањем врења овај клобук може да потоне и од њега цела комина прими непожељне састојке који ће прећи у дестилат. Да до овога не би дошло, када се напуни комином до 80% његове запремине у кацу се ставља округла решетка од укрштених дасака па се преко ње даље пуни комином. Оваквом решетком клобук се може задржати на површини. Приликом дестилације овај површински слој се скида и баца, јер у њему нема толико вредносних састојака.

###### Анаеробно врење
У случају примене затвореног или анаеробног начина врења суд је херметички затворен, а CO2 излази кроз цев, уроњену у воду. У оваквом врењу сирћетне бактерије немају услова за рад, па се на крају добија дестилат са мање испарљивих киселина, а више алкохола него при отвореном врењу.

### Одређивање краја врења
Крај врења се може тачно одредити праћењем количине шећера у комини хемијским методама. Врење се сматра завршеним ако је проценат шећера испод 0,3%. Крај тихе ферментације се може приближно одредити и мерењем густине профилтриране течности помоћу Ексловог широмера. Ако се густина не смањи за неколико дана значи да врења више нема; а показује ли широмер 6-12 Екслових степени значи да је врење најчешће завршено. Када широмер показује веће вредности, а при томе се густина не мења, то може бити знак да је ферментација прекинута пре него што је сав шећер прешао у алкохол, па треба наћи узрок овом и отклонити га. Завршетак врења може се одредити и визуелно на основу изгледа кљука. Када се врење заврши, престаје стварање CO2 и уздигнути клобук од чврстих делова полако почиње да тоне. Не чује се шуштање CO2, нити се ствара пена. Течни део кљука је на укусу киселкаст и не осећа се сласт. Ово су поуздани знаци да је врење завршено, једино уколико није дошло до прекида врења.

### Конзервисање комине
Уколико се преврела комина не може дестилисати у року од најдаље 2-3 недеље од констатовања завршетка врења потребно га је конзервисати да се не би кварио. Затворени суд се допуни комином до врха, да би се смањила додирна површина комине са ваздухом, а комина у отвореним судовима се покрије лишћем, сламом, хартијом и залепи иловачом. Ово се једноставно може извести и покривањем суда танком поливинилском асуром преко које се стави песак.

### Судови за врење
За врење комине користе се углавном дрвене или металне каце и бетонски базени. Пошто су то већином отворене каце, боље је, ради мањих губитака, да буду мањег пречника а веће висине. За дрвене каце запремине 2.000 литара најпогодније димензије су када је однос висине каце и средњег полупречника 2,9. За индустријску прераду шљива користе се судови за врење од 20 до 200 хл. Вински подруми за комину од шљива најчешће користе базене за комину од грожђа, који за ово треба да буду изоловани. Међутим, најбоље би одговарале бетонске цистерне сличне онима које се користе за ферментацију црних вина. Знатно већи судови не би били погодни зато што би температура врења била сувише висока, па би се добио мање ароматичан производ, а поред тога би се на случај повишених температура врење могло и прекинути. Судови за врење морају бити исправни и чисти. По завршеном врењу, уколико се не користе за друге потребе, морају се добро опрати и дезинфиковали, тако да се на њиховим зидовима не хватају плесни чији мирис прелази у ракију. Дрвене каце се чувају као и дрвени судови за вина. Судове који су правилно чувани довољно је пред бербу само добро опрати.

### Дестилација комине
Када се утврди да је сав шећер преврео може се приступити дестилацији комине. Комина од шљива, као и комина од воћа уопште, пече се у дестилационим апаратима за двократну или једнократну дестилацију. Апарати се могу загревати директно ватром или паром. Најчешће се апарати за двократну дестилацију загревају ватром, а апарати за једнократну паром. Апарати за двократну дестилацију су, обично, мањи и њима су опремљени приватни произвођачи. Запремина ових апарата најчешће износи 100 до 250 литара.
- Прва дестилација

Преврелом комином се пуни бакарни казан до 2/3 запремине и загрева. Пре него што комина прокључа треба мало смањити јачину ватре и тако је одржавати, да би дестилација равномерно текла док сав алкохол не пређе у дестилат. Дестилација, обично, траје 4-5 сати. Добијени дестилат од 20-25 вол.% алкохола назива се сировом меком ракијом и користи се као „препек“ за љуту ракију.
За дестилацију комине за производњу меке ракије јачине 25-30 вол.% одвоји се први део првенца и последњи део патоке. Дестилација се наставља до краја, па се одвојени првенац и патока помешају и на крају посебно дестилишу. Ракија добијена дестилацијом првенца и патоке другоразредног је квалитета.
- Друга дестилација

Сирова мека ракија се поново дестилише у истим казанима који се пуне до 70% запремине. Пред почетак кључања смањи се јачина загревања, па дестилација тече лагано 6-8 сати, како би се компоненте по фракцијама лакше одвајале. Прво се издваја 1-1,5% фракције првенца од унете количине сирове меке ракије. Затим се хвата средња фракција (срце), која је најквалитетнија, све док алкохолометар у дестилату који излази из апарата не покаже јачину од 20 вол.% алкохола, а одмах потом почиње прихватање последње фракције (патоке) све док сав алкохол не пређе у дестилат. Овако добијени дестилат има јачину 50-60 вол.% алкохола, па ће се после старења разблажити дестилованом водом до 40 или 45 вол.% алкохола. Уколико би се разблаживањем тек добијеног дестилата до 40 вол.% појавила опалесцирајућа мутноћа значи да је требало раније почети са одвајањем патоке, како би прешло мање компонената које чине ову мутноћу.Средња фракција треба да је ароматична, чиста и пријатног укуса. Ако се жели добити средња фракција са мање теже испарљивих састојака престаје се са сакупљањем средње фракције почев од 35 вол.% алкохола. Део дестилата од 35-10 вол.% алкохола нема израженијих својстава патоке, па се и од њега поновљеном дестилацијом може добити још добра ракија. Остатак прве дестилације (џибра) може се користити за исхрану стоке. Коштице, које се помоћу сита могу лако одвојити, суше се и користе за ложење. Остатак друге дестилације се одбацује.

## Апарати за дестилацију
Двократном фракционом дестилацијом у простим дестилационим апаратима постиже се изванредан квалитет. Мана оваквих апарата је у томе што троше више горива и то што им је капацитет мали и производња скупа.
Дестилација комине у апаратима с једнократном дестилацијом, ови апарати су опремљени дефлегматорима, тако да се дестилацијом комине одмах може добити ракија од 45 до 55 вол.% алкохола. Првенца се у том случају одваја 0,4 до 0,7% количине комине. Фракција патоке се издваја почев од 10 вол.% алкохола у дестилату.
За једнократну дестилацију комине користи се Блазен-апарат батерија од три казана. Рад с овим апаратима може се рационализовати тако да два казана раде истовремено, да пара из једног иде у други. У овом случају се не могу с успехом одвајати поједине фракције, јер се два повезана казана налазе у различитим фазама дестилације. Одвајање фракција, када раде два казана ове батерије, може се извести само када се оба казана од почетка равномерно загревају. То значи да се у сваки казан одмах уводи пара из развијача.
Ако постоји потреба да се овим апаратима производи мека ракија, алкохолно-водне паре неће ићи преко ректифиикатора и дефлегматора, већ кроз посебну цев директно у кондензатор. Ако апарат за ово није опремљен, паре могу ићи и кроз дефлегматор, али се он неће хладити. У овом случају се фракције одвајају као у апарату с двократном дестилацијом за производњу меке ракије.
Љута ракија добијена помоћу апарата с једнократном дестилацијом нешто је лошија од ракије која се добија апаратима с двократном дестилацијом, али је капацитет апарата већи, утрошак горива мањи, па и производња јефтинија.

## Одлежавање и сазревање ракије
Током процеса одлежавања и сазревања свежег дестилата долази до низа реакција које доводе до формирања јединствене ароме воћне ракије која је као таква спремна за конзумирање. Ракије као шљивовица сазрева у дрвеној буради израђеној од храста, дуда, ораха, багрема или јасена. Избор дрвета даје и одговарајућу боју самих дестилата па тако храст даје маслинасто зелену, орах ћилибарно жуту, дуд ћилибарну, багрем жуту. Ароме које настају највише зависе од врсте дрвета од кога су судови израђени а најповољније дејство на ракију имају судови направљени од храста. Просечни састав храстовог дрвета је 35% целулозе, 20% хемицелулозе, 22% лигнина, 8% танина, а остатак су етарска уља, шећери, стероиди, пигменти. Екстракција ових једињења даје одређене карактеристике пићу, целулоза и хемицелулоза дају мекоћу, сласт, гипкост и боју. Лигнин и етанол међусобним дејством стварају ароматичне алдехиде, ванилин и сиргинин који доносе јако пријатне ароме. Битно је нагласити да се буре не пуни до врха већ се оставља 5-10% слободног простора за кисеоник који се раствара у дестилату при чему настаје слободни кисеоник који је иницијатор оксидо-редукционих реакција. Том приликом настају ароматични алдехиди који даље у реакцијама естерификације и полимеризације са другим бројним једињењима доводе до стварања завршне и заокружене ароме пића. У току сазревања дестилата долази до губитка у запремини па се то мора узети у обзир приликом разблаживања дестилата уколико се он чува више година.

## Јачина ракије
Јачина ракије одређује се по количини алкохола који се изражава у запреминским деловима или волумним процентима, који се обележавају као %вол. Волумни проценат је број литара чистог етанола (чистоће 100%) који се налази у 100 л алкохолног пића односно, у водено алкохолној смеши која то пиће чини. Понекад се у свакодневном говору јачина алкохола још увек изражава у градима. Прерачунавање се једноставно може извршити помоћу једнакости:
1 град = 2.46 вол%

## Ракија од сувих или смежураних плодова шљива
У извесним случајевима ракија шљивовица се може справити и од сувих шљива. Сува шљива садржи чак до 50% шећера, који онемогућава размножавање квасца, а самим тим и алкохолно врење. То значи да је потребно тако припремити плодове сувих шљива да се створе погодни услови за рад квасца и одвијање алкохолне ферментације. Ово се постиже на тај начин што се на 100 кг сувих шљива дода 300 – 350 л воде, загрејане на 45 °C и остави један дан да плодови суве шљиве набубре. На тај начин се садржај шећера своди на 10 – 12%, тј. на количину коју обично садрже и свежи плодови. Потом се дода активирани квасац, добро се све измеша и остави да проври. По завршетку врења врши се дестилација.
Ракија од сувих шљива је веома слична ракији од свежих, с тим што поседује један специфичан укус и мирис. Од 100 кг сувих шљива може се добити око 50 литара шљивовице јачине 50 вол. % алкохола.